# زورييل إليس أودوالي
زورييل إليس أودوالي (بالإنجليزية: Zuriel Oduwole)‏ هي صانعة أفلام أمريكية الجنسية ومناصرة للتعليم، ومناصرتها لتعليم الإناث في أفريقيا من خلال أعمالها وهو أفضل ما تُعرف به. وكونها مناصرة منذ ذلك الحين قد جعلها في صيف عام 2013 أصغر شخص كُتب عنه في مجلة فوربز في سن العاشرة من عمرها.وفي تشرين الثاني عام 2014 أصبحت زورييل البالغة الثانية عشر من عمرها أصغر صانعة أفلام في العالم، وقد أنتجت وعدّلت على عملها الذي عُرض على شكل سلسلة أفلام. وعُرض من بعدها في غانا، وإنجلترا، وجنوب إفريقيا، واليابان.
قابلت أودوالي 30 رئيساً ونائب رئيس خلال عملها في مجال مناصرة التعليم. مثل قادة جمايكا، نيجيريا، كينيا، تنزانيا، مالاوي، ليبيريا، جنوب السودان، مالطا، سانت فينسنت والغرينادين، غيانا، وناميبيا. وقد ظهرت أيضاً على عدة قنوات مشهورة مثل قناة «سي إن بي سي» وقناة «بلومبيرغ تي ڤي» وقناتي «بي بي سي» و «سي إن إن». وفي عام 2013 ذُكرت أودوالي على لائحة «أكثر 100 شخص مؤثر» لمجلة «نيو آفريكان» وفي تشرين الأول من عام 2017، عرضت جامعة هارفرد قصة إنجازاتها.

## مطلع حياتها وسيرتها المهنية
ولدت زورييل أودوالي في لوس أنجلوس، كاليفورنيا في يوليو عام 2002. كان أول مشروع لها في مجال الإعلام والترويج في عام 2012 عندما دخلت مسابقة مدرسية بفيلم وثائقي عن إفريقيا بعنوان «ثورة غانا». ولأجل هذا الفيلم أجرب مقابلاتها الأولى مع شخصيات رئاسية، حيث التقت برئيسين سابقين لغانا هما: جيري رولينغز وجون كوفور.
في عام 2013، بعد إصدار فيلمها الوثائقي المعنون «تشكيل أو إيه يو (منظمة الوحدة الإفريقية) 1963»، ونشر عن أودوالي في مجلة فوربس. وقد قابلت رئيسة مالاوي «جويس باندا» كجزء من الفيلم الوثائقي السابق، كما قابلت رئيس تنزانيا جاكايا كيكويتي ورئيس موريشيوس «كايلاش بوراج». في مارس 2013، بدأت أودوالي رسميًا العمل على مشروع سمته «Dream up, Speak up, Stand up» «احلم، تكلم، قف»، وهو عبارة عن حملة أطلقت لأول مرة في كلية لاغوس لإدارة الأعمال التابعة لجامعة بان أتلانتيك، بهدف تشجيع تعليم الفتيات في إفريقيا والترويج له.
في عام 2014 وحين كانت في سن 12، عُرض فيلمها الوثائقي الذي أنتجته بنفسها تحت عنوان «إفريقيا الواعدة» في خمس دول. وفي 21 أبريل من نفس العام صُنفت أودوالي كأقوى شخص في سن 11 في العالم، ضمن تصنيف صحيفة بيزنس إنسايدر نيويورك «أقوى الأشخاص في العالم من كل عمر». وفي فبراير عام 2015، أدرجتها مجلة إيل في فيلمها السنوي «33 امرأة غيرن العالم»، إلى جانب جانيت يلين الرئيسة التنفيذية للبنك الاحتياطي الفدرالي وماري بارا مديرة شركة جنرال موتورز.

### خطابات الجامعة والارتباطات المبكرة
دعتها جامعة بريتوريا في جنوب إفريقيا «المعروفة باسم توكس» لتتحدث أمام هيئة الطلاب في مارس 2015 بصفتها صانعة أفلام، لتقدم للطلاب فكرة حول كيفية التواصل ورواية قصة الأحداث العالمية، من منظور محدد أي كجزء من سلسلة العلوم الإنسانية الخاصة بهم.
في أبريل 2015 دعتها «رابطة اللبلاب» التابعة لجامعة كولومبيا في نيويورك، الولايات المتحدة كمتحدثة رئيسية في مؤتمر المنتدى الاقتصادي الإفريقي، وكعضو في الفريق، لتتحدث عن إمكانات إفريقيا الجديدة.
وقد التقى رئيس غينيا ألفا كوندي بزورييل وتحدث إليها في مايو 2015، وجاء هذا اللقاء كجزء من فيلم وثائقي إعلامي كانت تعمل عليه حول فيروس إيبولا الذي بدأ في بلده غينيا «قبل أن يجتاح سيراليون وليبريا» لفهم وقعه على اقتصادات المنطقة، وكذلك تأثيره على تعليم الأطفال. كان الرئيس كوندي هو الزعيم الخامس عشر الذي تلتقيه أودوالي للحديث حول هذه القضايا الملحة.
بدأت شركة بروكتر وغامبل العالمية مع زورييل في يونيو 2015 العمل على فيلم وثائقي قصير حول تثقيف الفتيات عن سن البلوغ والدعم اللازم خلال هذه الفترة، وهذا في سياق حملة الشركة العالمية «مثل فتاة» #LikeAGirl لتعزيز ثقة الفتيات مع دخولهن مرحلة المراهقة. حيث كتبت زورييل الفيلم وكانت الراوية فيه وأنتجته بنفسها للحملة بعنوان «لا يمكن إيقافها مثل فتاة».
أثناء حضورها المناسبات العالمية خلال الدورة السبعين للجمعية العامة للأمم المتحدة في نيويورك في سبتمبر 2015، التقت زورييل بديفيد أ. غرانغر، رئيس غيانا على هامش الجمعية العامة، للتحدث عن إقليم نفط إيسكوبيا المتنازع عليه.
في ديسمبر 2015 أطلقت رسميًا مؤسسة «دوسوسو» DUSUSU التي تهدف إلى بناء شراكات مع الشركات والأفراد، لتطوير القدرات التعليمية للأطفال، وخاصة الفتيات في جميع أنحاء العالم. وكصانعة أفلام أطلقت «101 مبادرة للشباب» في ويندهوك، ناميبيا في مارس 2016، وفي لاغوس، نيجيريا في يونيو 2016، لتعليم بعض من أفقر الأطفال في إفريقيا المهارات الأساسية صناعة الأفلام، حتى يكون لديهم مهارات عملية يمكنهم استخدامها في العمل المربح أو العمل الحر.
في إبريل عام 2016 وفي سن الثالثة عشرة، دُعيت كمتحدثة رئيسية في المؤتمر السنوي لتربية الطفولة المبكرة في وزارة التعليم بولاية ميرلاند في أوشن سيتي، ميرلاند، حيث تحدثت أمام أكثر من 600 مندوب راشد حول كيفية رؤيتها لتنمية قادة الولايات المتحدة في المستقبل. في وقت لاحق من شهر يونيو عام 2016، دُعيت لتكون متحدثة وضيفة في مأدبة الغداء النسائية السنوية في لوس أنجلوس، كاليفورنيا، الولايات المتحدة.
عينتها صحيفة الغارديان في أواخر يونيو 2016 ككاتبة عمود لتشارك رؤيتها حول القضايا كما يراها جيل الشباب وقدموا لها قسمًا للكتابة الدورية. وقد أصبحت متحدثة في تيد «TEDx» حين تصدرت حدث تيد في غباغادا في يوليو 2016 كمتحدثة رئيسية، حيث تحدثت حول الترابط بين الأجيال السابقة والأجيال المقبلة.

### مناسبات الأمم المتحدة والتغير المناخي
في مناسبات الجمعية العامة للأمم المتحدة «يو إن» 71 في نيويورك في سبتمبر 2016، دُعيت زورييل للتحدث حول كيفية تأثير تغير المناخ بشكل كبير على تعليم الأطفال في منطقة جزر المحيط الهادئ. والتقت لمناقشة هذه القضايا بعد ذلك مع رئيس وزراء ساموا. تويليبا ماليليجاوي ورئيس وزراء توفالو، إنال سوبواغا. دعيت بعدها للقاء رئيس وزراء جامايكا الجديد أندرو هولنس، لفهم تأثير ظاهرة الاحتباس الحراري على بلدان منطقة البحر الكاريبي أيضًا.
قامت «تي أر تي» لأخبار العالم بإجراء مقابلة معها وقدموها كجزء من قسم صناع الأخبار بعد مشاركتها في مناسبات الأمم المتحدة.
في أكتوبر 2016، التقت مع الزعيمة الثالثة والعشرين ورئيسة مالطا ماري لويز بريكا، لتبادل الأفكار حول بناء شبكة من القيادات النسائية العالمية لمعالجة مسألة «الأطفال المتسربين من المدرسة»، وخاصة الفتيات حول العالم.
كجزء من الأنشطة للاحتفال بمهرجان كريولي السنوي الحادي عشر في الفترة من 22-25 نوفمبر، دعت حكومة موريشيوس زورييل لتكون ضيفة خاصة لمناسبات السنوات. بعيدًا عن كونها في لجنة تحكيم مسابقة الأفلام خلال المهرجان الذي يرأسه نائب رئيس الوزراء زافييه لوك دوفال، كما قامت بتدريس مهارات صنع الأفلام الأساسية لـ 150 من الأطفال المحرومين من بلدية بورت لويس، وبصفتها صانعة أفلام كانت ضيفة في الحفل الموسيقي لليلة الإفريقية في مركز القلعة في بورت لويس مع السيدة الأولى لزامبيا، إستير لونغو.